# Phalia
Phalia é uma cidade do Paquistão localizada na província de Punjab.